# Prosmittia jemtlandica
Prosmittia jemtlandica är en tvåvingeart som först beskrevs av Lars Zakarias Brundin 1947.  Prosmittia jemtlandica ingår i släktet Prosmittia, och familjen fjädermyggor. Arten är reproducerande i Sverige.